# Байкал (авиакомпания)
Байка́л — авиакомпания, образованная на базе Иркутского объединённого авиаотряда в 1991 году. Просуществовала до 2001 года. Выполняла рейсы из Иркутска в Москву, Японию и Китай, а также чартерные рейсы. Эксплуатировала самолёты: Боинг 757, Ту-154, Ил-76, Ан-26, Ан-24, Ан-12.

## История
24 декабря 1962 года на базе аэропорта Иркутск был организован Иркутский объединённый авиаотряд (ОАО)
1 апреля 1992 года — Иркутское авиапредприятие было реорганизовано, на его базе созданы авиакомпания «Байкал» и аэропорт Иркутск со статусом государственных предприятий (Приказ Департамента воздушного транспорта (ДВТ) № 11 от 5 февраля 1992 г.)
15 декабря 1993 года — СЭ № 33 — выдано — ОАО «Авиакомпания Байкал»
Май 1994 года — предприятие «Авиакомпания Байкал» было преобразовано в акционерное общество открытого типа «Авиакомпания Байкал» (распоряжение Иркутского территориального агентства по управлению госимуществом № 1074-р от 17 мая 1994 г.)

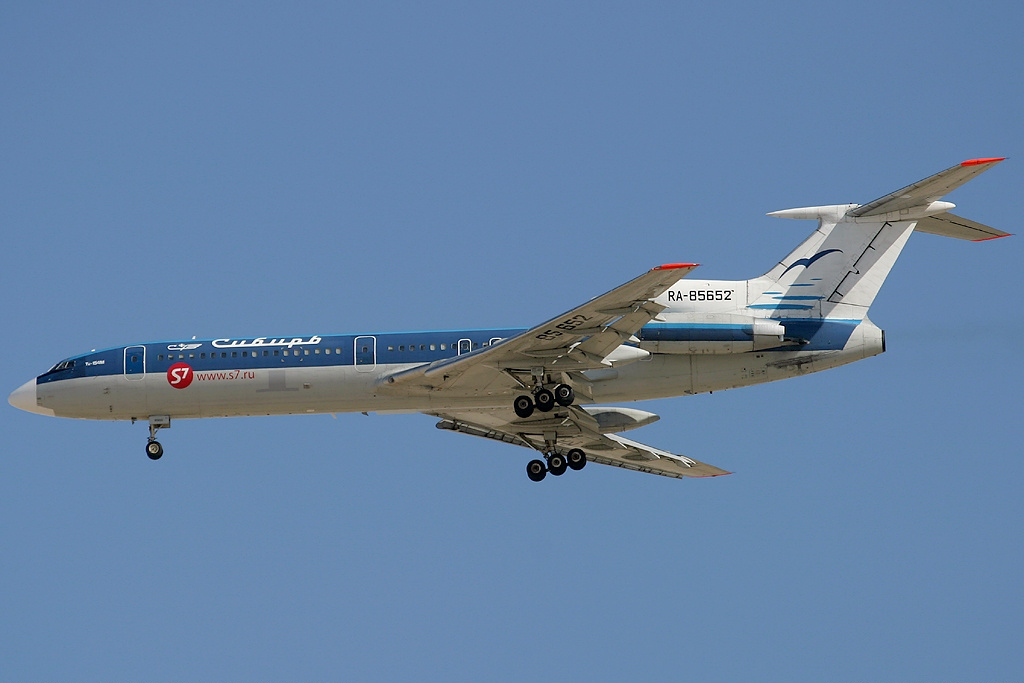
Ту-154 авиакомпании Сибирь(ранее принадлежащий авиакомпании Байкал)

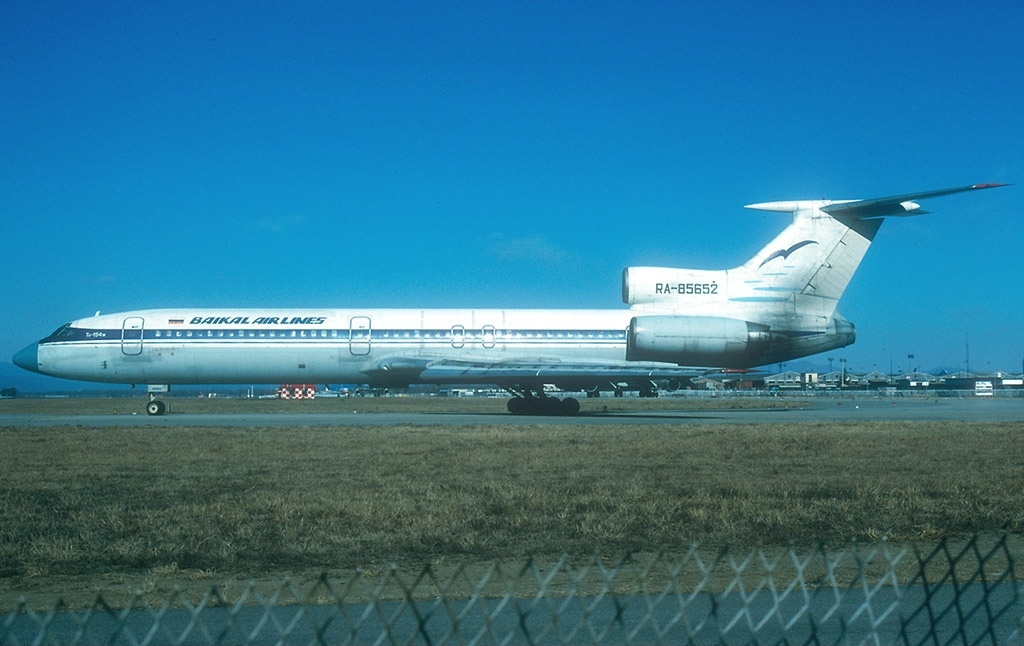
Ту-154 авиакомпании Байкал в старой ливрее

16 июля 1998 года — определением арбитражного суда Иркутской области по делу № А19-3884/98-29 о несостоятельности (банкротстве) в отношении авиакомпании была введена процедура наблюдения.

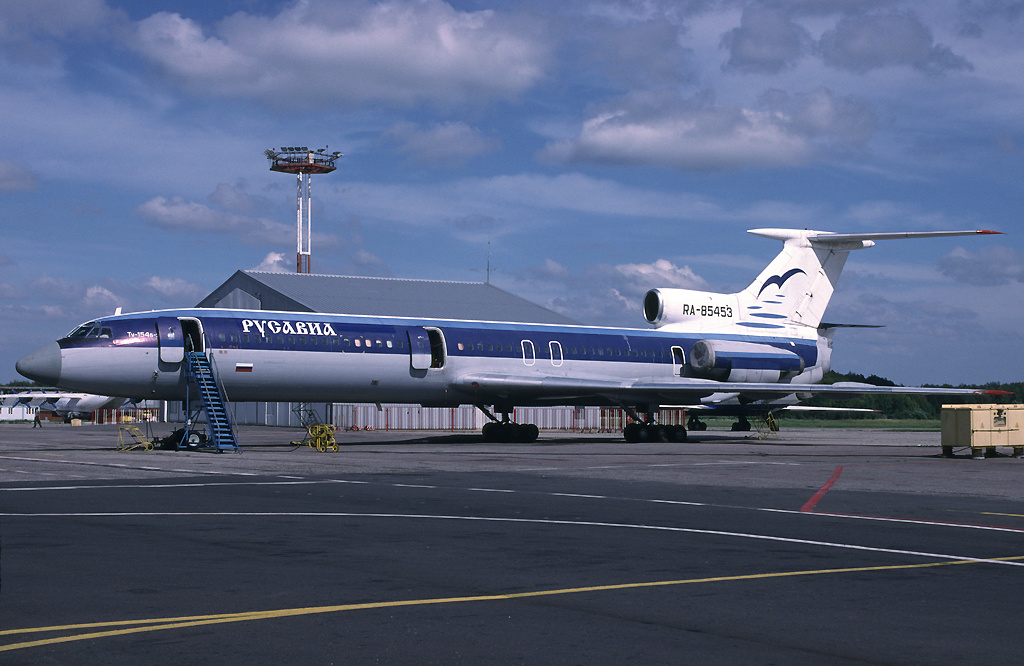
Ту-154 авиакомпании Русавиа(Ермолино), (ранее принадлежащий авиакомпании Байкал)

18 ноября 1998 года — определением арбитражного суда Иркутской области по делу № А19-3884/98-29 в отношении должника — ОАО «Авиакомпания Байкал» была введена процедура внешнего управления.
18 ноября 1998 года — определением арбитражного суда Иркутской области по делу № А19-3884/98-29 в отношении должника — ОАО "Авиакомпания «Байкал» возбуждено производство о несостоятельности (банкротстве).
9 августа 2002 года — СЭ аннулировано Решением Руководителя ДЛС нр 117/ОСЭ (РД 091315. Павленко)
27 ноября 2002 года — решением арбитражного суда Иркутской области от по делу № А19-10516/02-29 о несостоятельности (банкротстве) ОАО «Авиакомпания Байкал» признано несостоятельным (банкротом)

## Флот
| Тип        | Количество |
| ---------- | ---------- |
| Ту-154     | 26         |
| Як-40      | 12         |
| Ан-24      | 11         |
| Ан-26      | 9          |
| Ан-12      | 8          |
| Ил-76      | 7          |
| Boeing 757 | 2          |

## Катастрофа самолёта авиакомпании
Рейс BKL130 вылетел из Иркутска в 11:59 IKT. Взлёт был произведён с ВПП 12, затем правым разворотом экипаж взял курс на Москву. Через 3 минуты и 45 секунд после взлёта на высоте 4000 метров произошло нелокализованное разрушение воздушного стартера двигателя №2, не отключившегося после запуска двигателя и продолжавшего работать на высоких оборотах (более 40 000 об/мин) при открытых кранах отбора воздуха от двигателей. Вылетевший из корпуса стартёра вращающийся диск турбины попал в зону двигателя и отсека, повредил воздушные, топливные и масляные магистрали двигателя №2, элементы гидросистем, пробил обшивку заднего кожуха камеры сгорания и вышел наружу из двигателя. Прекращение подачи топлива к форсункам вследствие разрушения топливных магистралей привело к остановке двигателя, и в отсеке двигателя начался пожар, подпитываемый вытекающими ГСМ при наличии подачи в зону горения воздуха под давлением из-за разрушения обшивки заднего кожуха камеры сгорания.
Обнаружив срабатывание сигнализации о пожаре в двигателе №2, экипаж отключил его и применил все очереди системы пожаротушения. Эти действия к ликвидации пожара не привели, после чего КВС развернул лайнер в сторону Иркутска и запросил аварийную посадку. В процессе захода на посадку вследствие разгерметизации проложенных в отсеке двигателя №2 магистралей всех трёх гидросистем произошёл полный отказ управления самолётом. Всеми принятыми мерами по поддержанию давления в гидросистемах экипажу не удалось предотвратить катастрофу.
В 12:07:40 второй пилот доложил о полной потере управления. И в 12:08:38 IKT рейс BKL130 на скорости 510 км/ч, вертикальной 2—4 м/с, под углом тангажа 3—5°, углом наклона траектории −1—2° и небольшим креном вправо врезался в молочную ферму в селе Мамоны в 15 километрах от аэропорта Иркутска. От сильного удара самолёт разорвало на две части. Кабина пилотов и первый пассажирский салон полностью разрушились, а второй пассажирский салон и хвостовая часть отлетели далеко на склон (их обломки были обнаружены в 400 метрах от места падения). Все находившиеся на борту 115 пассажиров и 9 членов экипажа погибли.
Здание молочной фермы было разрушено. В момент катастрофы в здании находились 3 человека (скотник Михаил Сальников и две доярки) — 1 погиб, 1 получил ранения, а также погибли несколько десятков голов крупного рогатого скота. Всего погибли 125 человек. Идентифицировать удалось останки 74 человек.